# Jesús Durán Bejarano
Jesús Durán Bejarano (Sucre, 8 de febrero de 1952 - La Paz, 30 de agosto de 2014), conocido popularmente como Jechu Durán fue un músico, compositor y sociólogo boliviano. Fue impulsor de la recuperación de la música popular dando vida a proyectos como el Taller Arawi y el Café arte y cultura. También realizó proyectos de desarrollo social con comunidades rurales a través de la ONG SEMTA.

## Biografía
Nació en Sucre el 8 de febrero de 1952. Se trasladó a La Paz para estudiar en la carrera de sociología. Esta etapa coincidió con la dictadura de Hugo Banzer en 1976. Durante estos años, Durán adoptó el rol de consejero de nuevos dirigentes sin ser una figura con notoriedad pública, resguardando así sus coincidencias con el Movimiento de Izquierda Revolucionaria (MIR), por el contexto político.
Se apunta su rol conciliatorio con diferentes posturas políticas existentes en el ámbito universitario y el interés manifiesto en figuras revolucionarias propias del país, entre las cuales figuraban Julián Apaza, Tomás Katari y Willka Zárate.
En 1980, fundó la ONG SEMTA, enfocada en trabajos comunitarios en las provincias Bautista Saavedra y Pacajes, apoyando la organización mediante la creación de centrales agrarias y promoviendo la cultura kallawaya. En 1991 prosiguió sus estudios de maestría en los Estados Unidos, a su retorno fundó el Centro Warisata para la agricultura sostenible. A finales de 1995 continuó los estudios de doctorado en Norteamérica, desempeñándose como docente en varias universidades de dicho país.
En 2003 su cuerpo sufrió un paro cardiaco que por complicaciones le causó una afasia, por lo cual retornó al país. En esta etapa continuó componiendo y organizando conciertos. Falleció el 30 de agosto de 2014 en La Paz, fue cremado y sus restos fueron esparcidos en la cordillera como solicitó a su familia.
En 2020 su hija, Gabriela Durán, entregó el registro musical de Jesús Durán a la fonoteca de la Fundación Simón I. Patiño. Desde 2022 junto a ProAudio trabajó la digitalización de la obra de Jechu para la publicación de su discografía completa.

## Trayectoria
En noviembre de1979 ganó el primer lugar en la categoría cantautor en el I Festival de la Canción Social Universitaria realizado en el paraninfo de la Universidad Mayor de San Andrés. En esta ocasión también concursó en la categoría dúo junto a Emma Junaro, presentando la canción Jallalla.
En 1984 Jesús Durán fundó el Taller Boliviano de Música Popular Arawi, que era un proyecto de formación para jóvenes de escasos recursos alrededor de la música tradicional boliviana y de difusión de la música tradicional boliviana y latinoamericana. Más adelante se sumaron músicos como Óscar García. En este taller se formaron agrupaciones como Arawimanta, Sagrada Coca, entre otras.
Con miembros del taller, grabó su primer álbum llamado Explicación de mi país. Este trabajo contiene un testimonio de momentos históricos en un recorrido por el país y su diversidad de ritmos, está narrado de forma poética musical. El álbum tiene un tema central que afirma: "Bolivia es una ilusión grande para vivir, es una buena razón también para morir”.
Su música ha sido interpretada por diversos artistas y grupos bolivianos, incluyendo a Savia Nueva, Emma Junaro, Rumillajta, Jenny Cárdenas, Coral Nova, Sobrevigencia y Octavia.

## Discografía

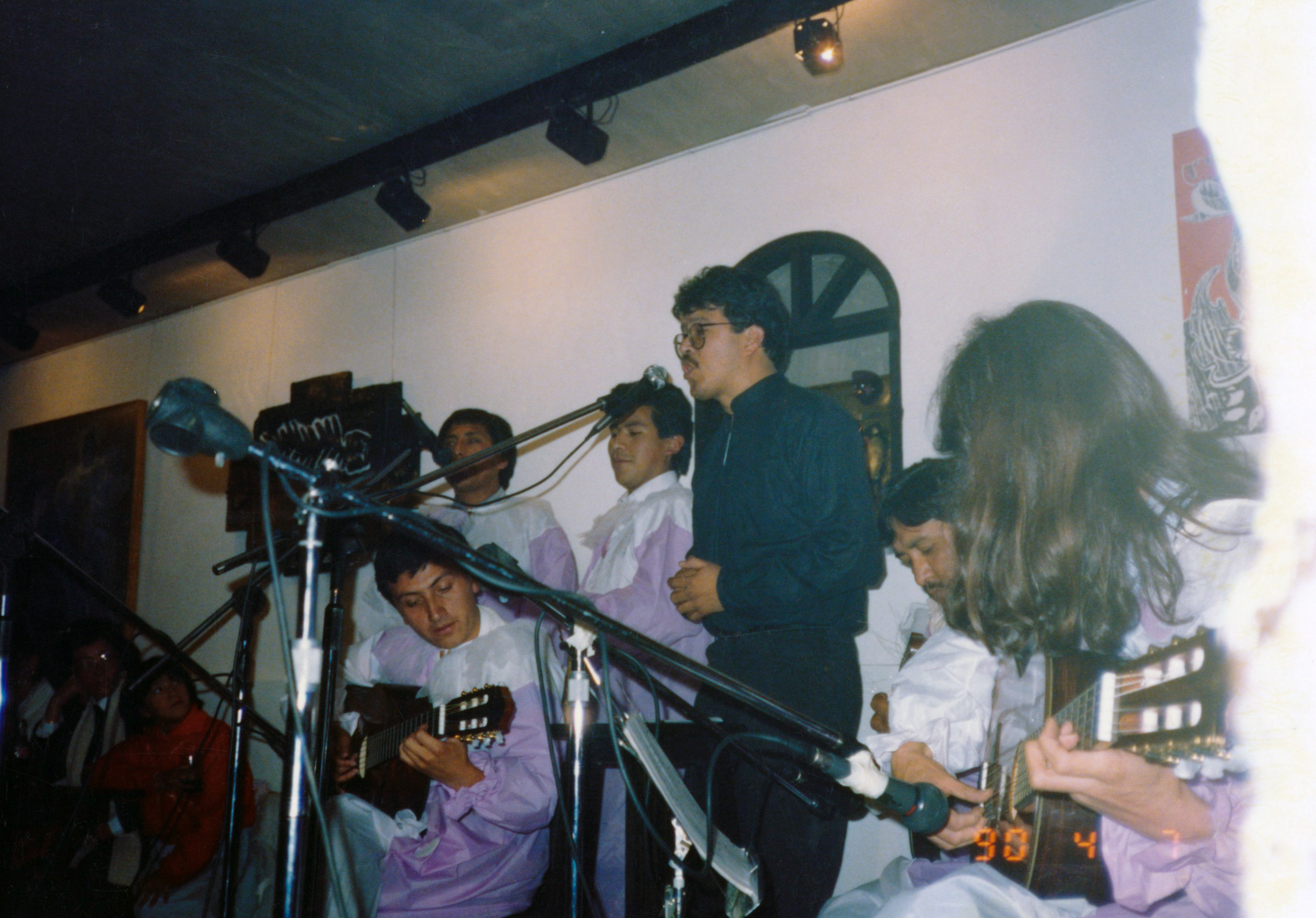
Presentación del disco El Repatriado en el Socavón, la taberna El arte, en la que se presentaban músicos de distintos géneros musicales

Durán fue un prolífico compositor, con alrededor de 70 canciones que abordan temas históricos, sociales y culturales de Bolivia. Entre sus composiciones más destacadas se encuentran Jallalla, De Jumbate, Siglo XX y No le digas. Respecto a No le digas se resalta su composición de la quimba y su aporte complementado con la música de Willy Claure.
Su discografía incluye los álbumes:
- Explicación de mi país (1984)
- El repatriado (1989)
- Duendes (2005)

## Homenajes póstumos
Se realizó un concierto de cabo de año en el Museo de Etnografía y Folklore, con la participación de músicos y poetas.
Se entregó el Escudo de armas de Sucre de manera póstuma en un concierto realizado en esta ciudad.

## Premios
- Ganador del Festival Nacional de la Canción Social como solista y en dúo con Emma Junaro (1979).
- Premio al Mejor Compositor convocado por Radio Loyola en sucre (1985).[1]